# Mie Ueharaová
Mie Ueharaová (japonsky 上原 三枝; * 1. července 1971 Suwa) je bývalá japonská rychlobruslařka.
Na mezinárodních závodech debutovala šestým místem na Mistrovství světa juniorů 1990. O rok později již startovala na seniorském Mistrovství světa ve víceboji (17. místo), rovněž poprvé nastoupila do závodů Světového poháru. Zúčastnila se Zimních olympijských her 1992, kde se ve všech absolvovaných závodech umístila ve druhé desítce (1500 m – 11. místo, 3000 m – 16. místo, 5000 m – 14. místo). V roce 1993 byla pátá na světovém vícebojařském šampionátu, v letech 1994 a 1995 šestá. Na šampionátu v roce 1996 vybojovala bronzovou medaili, zároveň startovala na premiérovém ročníku Mistrovství světa na jednotlivých tratích (1500 m – 4. místo, 3000 m – 5. místo, 5000 m – 5. místo). Na Zimních olympijských hrách 1998 dojela nejlépe jedenáctá na trati 5000 m. Po sezóně 1997/1998 ukončila sportovní kariéru.